# Jeannette, Pennsylvania
Jeannette är en stad (city) i Westmoreland County i delstaten Pennsylvania. Orten har fått namn efter industrialisten H. Sellers McKees fru. Enligt 2010 års folkräkning hade Jeannette 9 654 invånare.